# 田辺伯孫
田辺 伯孫 (たなべ の はくそん、生没年不詳)は『日本書紀』等に伝わる古代日本の百済系の豪族。姓は史。

## 経歴
田辺史氏は、河内国安宿郷の田辺の地（現在の大阪府柏原市国分町）を本拠地とする百済系の渡来氏族である。『日本書紀弘仁私記』序に載る弘仁年間流布した民間の氏族書『諸藩雑姓記』に田辺史氏、上毛野公らが載っている。
『日本書紀』巻第十四には、雄略天皇時代の話として、誉田山古墳（応神天皇陵）にまつわる以下の物語があげられている。
河内国飛鳥戸部（あすかべのこおり、現在の柏原市南東部）の住人であった田辺史伯孫は、初秋の一日、古市郡の書首加竜（ふみ の おびと かりょう）に嫁ぎ、出産した娘の祝賀のために聟の家へ行ってきた。月夜であったその帰路、蓬蔂丘（いちびこのおか）の誉田陵（ほんだのみささぎ）の下に赤い駿馬にまたがった騎士に出会った。異彩をはなったみなりで、常とは異なる優れた姿の馬だった。伯孫はその馬を見て欲しくなり、乗っていたみだらおの馬（栗毛の馬）に鞭をうち轡を並べようとしたが、赤馬の方が先に行ってしまい、埃や塵のようになり、消え去っていた。だが、その時、駿馬に乗っていた人物は伯孫の願いに気づき、馬を交換して、挨拶をして別れていった。伯孫は疾き馬を得て歓喜し、厩に入れ、餌を与えて寝たが、翌朝、赤馬は土の馬、すなわち埴輪に転じていた。伯孫は不思議に思い、誉田陵にもどって目を細めて遠くの方まで見まわして捜すと、元のみだらおの馬が土馬の中に立っているのを見つけた。そこで、かわりに土馬と取り替えておいた、という。同じ物語は『新撰姓氏録』「左京皇別」にも現れている。

## 考証
上記の文章は、『文選』の「赭白馬賦」（しゃはくばふ）に見える文句を転置して修飾された文章でもあり、また、『宋書』の「五行志」の、牛禍条（ぎゅうか）に見える桓玄の伝説と同じ骨組みであるが、
1. 河内郡飛鳥戸郡の田辺史氏の本拠地は、現在の柏原市田辺一丁目あたりで、この地には田辺廃寺跡があった。ここから伯孫が聟の家のある古市郡へ向かうには、誉田陵の東側を北東から北西に進む東高野街道という道を経由せねばならず、必ず誉田陵を望むことになるため、この陵墓が応神天皇陵である根拠の一つになってもいる。ただし、『書紀』や『新撰姓氏録』編纂の時代には、既に応神天皇の治政から数百年が経過していることも考慮しなければならない、と佐伯有清は述べている。
2. 雄略天皇の時代には、応神陵・仁徳陵のような巨大な古墳を築造する習慣が失われつつある時代で、田辺史氏は帰化人（渡来人）であるため、余計にその神秘性と奇異さを感じ取ったであろう、と北野耕平は述べている。
3. 応神陵には埴輪の馬が飾られていたことが分かり、垂仁天皇時代の野見宿禰の話とともに、埴輪の縁起譚になっている。実は応神陵自体からは馬形埴輪は出土しておらず、出土と伝えられる破片が見つかっているのみである。ところが、応神天皇には馬にまつわる逸話が伝えられており、『古事記』には、

という記述が見られる。『日本書紀』巻第十にも
とあり、これと同じ情景を描写しているものと推定されている。
高句麗の好太王碑文の
という記述にもあるように、当時の日本（倭）には騎馬兵が存在せず、『記紀』の記録は、百済が日本の援助を求めるべく、日本にはない馬を献上したことを示しているのではないか、と井上薫は述べている。
なお、乗馬の風習を示す最古の遺物は、5世紀中葉の誉田丸山古墳出土の金銅製竜文透彫り鞍金具（こんどうせい りゅうもん すかしぼり くらかなぐ）である。これは金メッキをほどこした馬具で、この古墳は応神陵の陪塚（ばいちょう）に当る。さらに、藤井寺市の長持山古墳出土の、木心鉄板張の鐙なども当てはまり、これらは古新羅の遺物と同じ様式に属するものである。
一番合理的な解釈は、祝い酒に酔った伯孫の失態ではないか、と辻葩学は述べている。